# Hawker Hector
El Hawker Hector fue un biplano de cooperación y enlace del ejército británico de finales de la década de 1930; sirvió en la Real Fuerza Aérea y entró brevemente en combate en la Batalla de Francia en mayo de 1940. Algunos Hector fueron vendidos más tarde a Irlanda. Lleva el nombre del príncipe troyano Héctor.

## Diseño y desarrollo
El Hector estaba pensado como sustituto del avión de cooperación con el ejército Hawker Audax. El diseño y la construcción del prototipo fueron realizados por Hawker, pero los aviones de producción fueron construidos por Westland Aircraft en Yeovil, Somerset. Debido a la demanda de motores Rolls-Royce Kestrel necesarios para el programa del Hawker Hind, se especificó una planta motriz alternativa. En consecuencia, se utilizó el Napier Dagger III de 24 cilindros y 600 kW (805 hp). El prototipo voló por primera vez el 14 de febrero de 1936 con George Bulman como piloto. Se construyeron un prototipo y 178 aviones de producción.

## Historia operacional
A partir de febrero de 1937, el Hector comenzó a equipar a los siete escuadrones de cooperación con el ejército de la RAF que lo utilizarían, pero a su vez comenzó a ser reemplazado por Westland Lysander a partir de julio de 1938. Los Hector fueron transferidos a escuadrones de la Fuerza Aérea Auxiliar. El 613 Squadron se estaba convirtiendo al Lysander en RAF Hawkinge y voló en apoyo de la guarnición aliada en el asedio de Calais. El 26 de mayo, junto con sus Lysander, seis Hector bombardearon en picado posiciones alemanas alrededor de Calais y al día siguiente intentaron arrojar suministros a las tropas, sin saber que ya se habían rendido; se perdieron dos Hector. Los Hector fueron utilizados por la RAF a partir de 1940 como remolcadores de blancos y para remolcar planeadores de entrenamiento General Aircraft Hotspur.
El Cuerpo Aéreo Irlandés recibió 13 ejemplares después de la evacuación de Dunkerque en 1941-1942 y, en general, estaban en malas condiciones. Fueron vendidos por la Oficina de Guerra británica a Irlanda ante la solicitud de aviones, ya que el ejército irlandés no estaba en absoluto preparado para la guerra moderna, pero todavía dependía casi por completo de Gran Bretaña respecto a los suministros militares. La defensa de Irlanda era de interés británico, pero, mientras libraban la Batalla de Inglaterra, no podían permitirse el lujo de vender al Gobierno irlandés nada mejor que el Hector. Este modelo fue muy impopular entre el personal de tierra debido al complicado y poco fiable motor Dagger, cuyos 24 cilindros apretados y de altas revoluciones dificultaban el acceso al mismo.

## Variantes
Hector Mk I
Avión biplaza de cooperación con el ejército para la RAF, 179 construidos.
Hector Mk IA
Ejemplares Mk I desarmados en 1940 que continuaron en servicio.

## Operadores
Irlanda 
- Cuerpo Aéreo Irlandés

 Reino Unido
- Real Fuerza Aérea[4]

## Supervivientes
En 1996, el Hector matrícula 88 ex Cuerpo Aéreo Irlandés (ex RAF K8130) fue recuperado para su restauración final cerca de Dundrum, en Irlanda.
Partes del Hector K8096 permanecen en Red Pike, en el Lake District inglés. El avión se estrelló el 8 de septiembre de 1941, muriendo su piloto.

## Especificaciones (Hector)
Referencia datos: Hawker Aircraft since 1920 

### Características generales
- Tripulación: Dos (piloto y artillero)
- Longitud: 9,1 m (29,8 ft)
- Envergadura: 11,3 m (36,9 ft) (superior); 9,55 m (inferior)
- Altura: 3,2 m (10,4 ft)
- Superficie alar: 32,1 m² (345,5 ft²)[8]
- Peso vacío: 1537 kg (3387,5 lb)
- Peso cargado: 2227 kg (4908,3 lb)
- Planta motriz: 1× motor en línea de 24 cilindros en H refrigerado por aire Napier Dagger III.
  - Potencia: 600 kW (827 HP; 816 CV)
- Hélices: Bipala de madera de paso fijo

### Rendimiento
- Velocidad máxima operativa (Vno): 301 km/h (187 MPH; 163 kt) a 2000 m (6600 pies)
- Velocidad de entrada en pérdida (Vs): 80 km/h (50 MPH; 43 kt) [9]
- Alcance: 480 km (259 nmi; 298 mi) [8]
- Techo de vuelo: 7300 m (23 950 ft)
- Tiempo a altitud: 5 min 40 s para 3000 m (10 000 pies)

### Armamento
- Ametralladoras: 

  - 1x Vickers Mk.V de 7,7 mm frontal
  - 1x Lewis de 7,7 mm en la cabina trasera en un montaje Hawker
- Bombas: Soportes para cámara, bengalas y 2 bombas de 51 kg (o contenedores)

## Aeronaves relacionadas

### Desarrollos relacionados
- Hawker Hart
- Hawker Audax

### Aeronaves similares
- Henschel Hs 126
- Douglas O-46
- Nakajima Ki-4
- RWD-14 Czapla